# 1-Isopropylnaphthalin
1-Isopropylnaphthalin ist eine chemische Verbindung aus der Gruppe der aromatischen Kohlenwasserstoffe.

## Gewinnung und Darstellung
1-Isopropylnaphthalin wurde erstmals 1929 von Hans Meyer und Konrad Bernhauer zu Testzwecken synthetisiert. Der gewählte Syntheseweg ist analog zur Friedel-Crafts-Alkylierung. Statt einem Metallkatalysator wird 80-prozentige Schwefelsäure verwendet und statt Isopropylchlorid der Isopropylalkohol. Letzterer wird langsam bei 80 °C in eine Mischung von Naphthalin in Schwefelsäure getropft. Dabei entsteht zunächst als Zwischenprodukt 4-Isopropylnaphthalin-1-sulfonsäure. Diese muss aufwändig in mehreren Schritten destillativ gereinigt werden. Die Sulfonylgruppe wird in einem zweiten Schritt mit Natriumamalgam in Wasser abgespalten. Die Ausbeute ist hierbei sehr gering, da neben der einfach isopropylsubstituierten Naphthalinsulfonsäure im ersten Schritt noch eine zweifach-, eine dreifach- und in geringen Mengen eine vierfachsubstituierte entsteht.